# هوبي لوبي

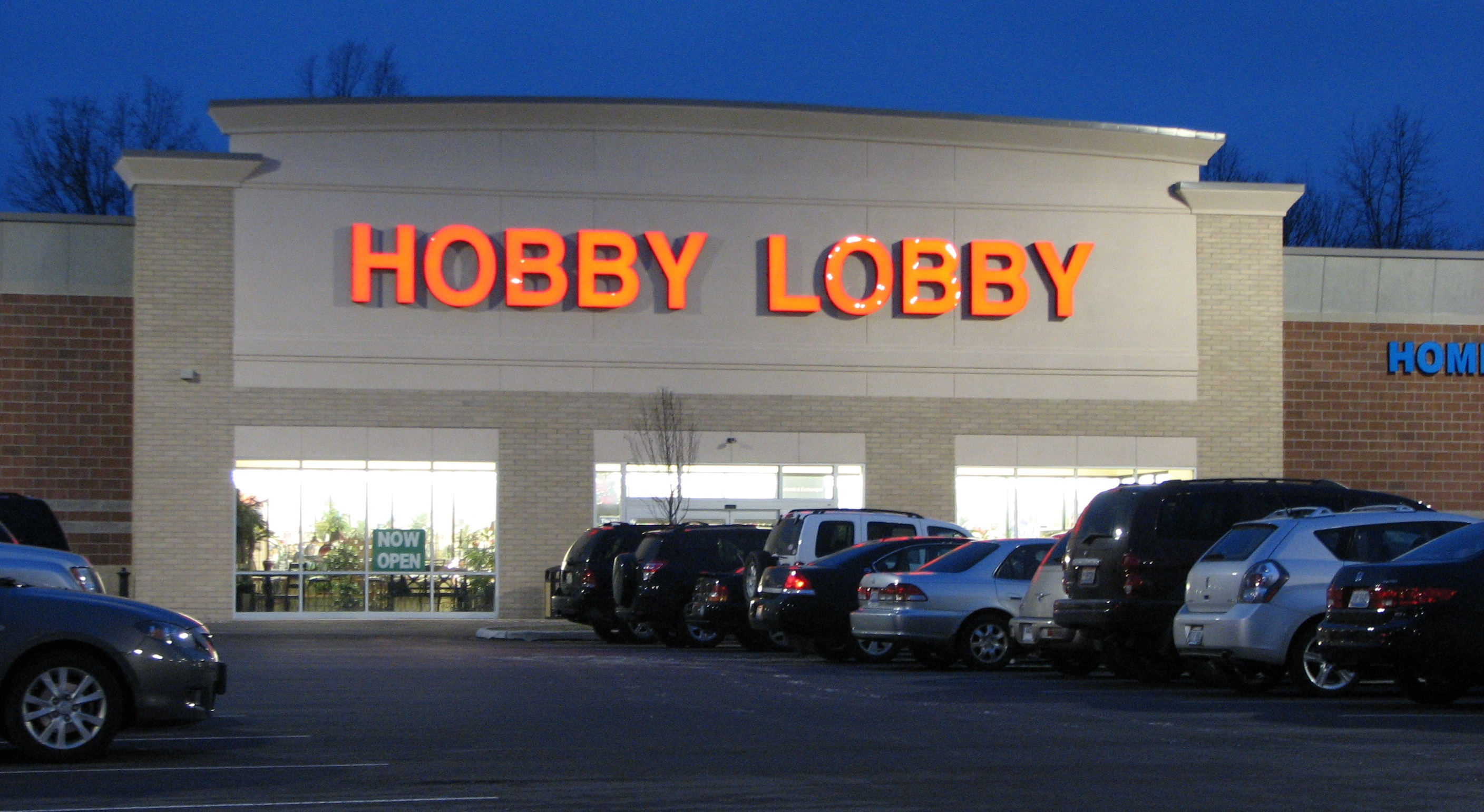
سلسلة محلات هوبي لوبي في ستو، أوهايو.

سلسلة محلات هوبي لوبي هي سلسلة محلات أمريكية للفنون والحرف اليدوية، تقع في أوكلاهوما سيتي، أوكلاهوما، وكانت تعرف سابقا بمركز هوبي لوبي الإبداعي. يدير المخازن مدير تنفيذي مخصوص.

## التاريخ
افتتح ديفيد جرين أول محل في السلسلة في عام 1972، على مساحة 300 قدم مربع (28 متر مربع) في الشمال الغربي لمدينة أوكلاهوما. بلغت المبيعات ما يقرب من 3,200 دولار في الفترة ما بين أغسطس إلى نهاية العام.
مع بداية عام جديد، انتقل جرين إلى محل أكبر على مساحة 1000 قدم مربع. وافتتح المتجر الثاني في أوكلاهوما سيتي في عام 1975، والثالث في تولسا، أوكلاهوما في العام التالي. وبحلول منتصف عام 1982، كان جرينقد افتتح سبع محلات. واستطاع في عام 1984، أن يفتتح أول متجر له خارج أوكلاهوما.
مع بداية عام 1989، وصل عدد محلات السلسلة إلى 15 محل. مع أواخر عام 1992، كان للسلسلة 50 متجر في سبع ولايات، ليزداد العدد بعد ذلك بسرعة كبيرة، فبعد ثلاث سنوات فقط (أغسطس 1995) تضاعف عدد المتاجر ليصل إلى 100 متجر، 200 متجر في أغسطس 1999. بحلول مارس 2002، كان للسلسة 281 متجر في 24 ولاية، ليصل العدد إلى 310 متجر بحلول أكتوبر 2003.
بحلول إبريل 2015، وصل عدد المتاجر إلى 600 متجر في جميع أنحاء الولايات المتحدة، تم بناء المقر الرئيسي للسلسلة على مساحة 3,400,000 قدم مربع ( 320,000 متر مربع) تصنيع، توزيع، والمكاتب.

## طقوس العمل
مخازن ومتاجر هوبي لوبي مفتوحة كل يوم بإستثناء يوم الأحد، بسبب التزام جرين بالتعاليم المسيحية. فهو يريد أن يحصل موظفيه على أوقات كافية للعبادة، الراحة، لقضاء بعض الوقت مع أسرهم حتى وإن أدى ذلك إلى خفض الأرباح. تذيع متاجر هوبي لوبي خليط من موسيقى الجاز الخفيفة، الموسيقى الكلاسيكية، البلو، الموسيقى المعاصرة، ومجموعات أخرى من الموسيقى كالبوب والموسيقى الريفية للزبائن عن طريق سماعات منتشرة في جميع أرجاء المتجر. يتحكم في الموسيقى المقر الرئيسي في أوكلاهوما سيتي.
بدلا من استخدام نظام الباركود، تستخدم الشركة نظام التسعير اليدوي للمنتج في حالات الطلب والبيع. أعلن موقعهم على الإنترنت مؤخرا عن نية الشركة في إيجاد طرق جديدة لفحص ومراجعة إيصالات الشراء والبيع في أقرب وقت، معلنين أن هذه الطرق غير مناسبة لهم في الوقت الحاضر.

## معارضتهم لقانون حماية المريض
اتخذ مالك سلسلة محلات هوبي لوبي ديفيد جرين موقفا معاديا علنيا ضد قانون حماية المريض، وقانون الرعاية الصحية الأمريكي «أوباما كير» بأسعار معقولة الذي كان أساس حملة الرئيس الأمريكي باراك أوباما، موضحا أن الصحة هي سلعة مثل أي سلعة تباع وتشترى. وأن هذا القانون سيضر أرباح شركات الأدوية والمستشفيات والشركات المطالب منها رعاية وتوفير خدمات صحية لموظفيها. غير إجبار الشركات على توفير وسائل منح الحمل وأدوية إجهاض لموظفيها.
في سبتمبر عام 2012، رفعت سلسلة متاجر هوبي لوبي دعوى قضائية ضد الولايات المتحدة بشأن القواعد الجديدة التي توجب توفير تأمين صحي مقدم من أرباب العمل لموظفيهم لتوفير وسائل منع الحمل. مصرحة بأن: "إيمان عائلة جرين يمنعهم في المشاركة في ذلك الأمر، أو أن يدفعوا أي مبالغ مالية لعمليات الإجهاض أو في تطوير أدوية لإجهاض الجنين. موضحين أن التعديل الأول لدستور الولايات المتحدة الأمريكية وقانون الحرية الدينية يحمي المعتقدات الدينية، وتبعا لذلك لا يجب إجبارهم على تطبيق سياسة منع الحمل." رفضت المحكمة العليا للولايات المتحدة الدعوى طالبة منهم الحصول على أمر قضائي، مما دفع الشركة لمقاضاة الحكومة الفيدرالية (الحكومة الإتحادية).
في 19 يوليو عام 2013، منح القاضي جو هيتون الشركة إعفاء مؤقت من تطبيق القانون وتوفير وسائل منع الحمل.
وفي المقابل، قدم مركز التحقيق في 28 يناير 2014، إفادات موجزة إلى المحكمة العليا مفادها أن قرار المحكمة بمنح إستثناء للسلسلة بعدم تطبيق القانون وتوفير وسائل منع الحمل يعارض شرط التعديل الأول للدستور الذي ينص على أن الكونغرس لا يجب أن يصدر أي قانون تحت بند المؤسسات الدينية. وأنه كما يجب فصل الدين عن السياسة يجب فصل قواعد العمل عن الدين. رفض محامين السلسلة تلك الإفادات في 25 مارس 2014. متمسكين بقرار المحكمة وقانون الحرية الدينية وبنص التعديل الأول.

### قرار المحكمة العليا
في 30 يونيو 2014، قضت المحكمة العليا بأحقية سلسلة متاجر هوبي لوبي وغيرها من الشركات بالحصول على إستثناء من تنفيذ القانون استنادا إلى معتقداتهم الدينية الذي يدعمه قانون الحرية الدينية وليس نص التعديل الأول.

## الإحتفال بالأعياد
في سبتمبر 2013، صرح زبون أنه في إحدى متاجر هوبي لوبي يمارلبورو، نيو جيرسي لم يكن مزين بالزينة اللازمة للاحتفالات اليهودية مثل بار متسفا، حانوكا وعيد الفصح، على الرغم من كونها مزينة في أعياد الميلاد المسيحية. أرجع الزبون عدم توافر الهدايا اللازمة للاحتفالات اليهودية بسبب اعتناق مالك المتجر للمسيحية وعنصريته. ردت إدارة المتجر للعامة بأنها كانت تزين المتاجر للأعياد اليهودية في فروعها في السابق وأنها تدرس إعادة هذه العادة مرة أخرى في بداية نوفمبر 2013.

## وصلات خارجية
- الموقع الرسمي لسلسلة محلات هوبي لوبي
- سلسلة محلات هوبي لوبي
- قرار المحكمة العليا
- ماذا يعني حكم المحكمة لصالح سلسلة محلات هوبي لوبي؟
- مقابلة مع ديفيد جرين
- مجلة عيد الميلاد: الملياردير المتواضع